# 石塬镇
石塬乡，是中华人民共和国甘肃省临夏回族自治州积石山保安族东乡族撒拉族自治县下辖的一个乡镇级行政单位。

## 行政区划
石塬乡下辖以下地区：
肖红坪村、沈家坪村、刘安村、秦阴村、宋家沟村、石塬村、苟家村和三二家村。